# Cordieria
Cordieria é um gênero de gastrópodes pertencente à família Borsoniidae.

## Espécies
- †Cordieria fuscoamnica Darragh, 2017
- Cordieria horrida Monterosato, 1884 [2]
- †Cordieria iberica Rouault, 1848
- Cordieria ovalis P. Marshall, 1917
- Cordieria pupoides Monterosato, 1884 [3]
- Cordieria rouaultii (Dall, 1889)
- †Cordieria torquata Darragh, 2017

Espécies trazidas para a sinonímia
- Cordieria cordieri var. hispida Monterosato, 1890: sinônimo de Raphitoma hispidella Riccardo Giannuzzi-Savelli, Francesco Pusateri, Stefano Bartolini, 2019
- †Cordieria haasti Finlay, 1930: sinônimo de †Cordieria rudis (Hutton, 1885)
- †Cordieria verrucosa Finlay, 1930: sinônimo de †Cordieria rudis (Hutton, 1885)